# موريس رافيل
جوزيف موريس ريفل (بالفرنسية: Maurice Ravel)‏ (وُلِدَ في السابع من مارس 1875 – وتوفى في الثامن عشر من ديسمبر 1937) مؤلف موسيقي فرنسي اشتهر بألحانه، والحبكة الآلاتية والأوركسترية وآثارها التي تمتعت بها أعماله. ودخلت الكثير من أعمالهِ الخاصة مثل الـبيانو، وموسيقى الحجرة، والموسيقى الغنائية والأوركسترا ضمن مراجع معايير الموسيقى.
وتتطلب مؤلفات البيانو التي أبدعها ريفل، مثل جو دو (Jeux d'eau) وميروارز (Miroirs) ولو تومبو دو كوبرين (Le tombeau de Couperin) وجاسبارد دو لا نوي(Gaspard de la nuit) براعة من المؤدِ والأوركسترا بما في ذلك أوركسترا دافينز إي كولي (Daphnis et Chloé) إلى جانب مؤلفته لوحة فنية في المعرض التي نظمها للموسيقار الروسي موديست موسورسكي، مستخدمًا أصوات وتلحينات موسيقية عدة.
وربما قد ترجع شهرة ريفل لعمل الأوركسترا بوليرو (Boléro) والذي ألّفه في عام 1928، والذي اعتبره ريفل تافهًا ووصفه بأنه «عمل أوركستري دون موسيقى».
ووفقًا لـجمعية الملحنين والمؤلفين وناشري الموسيقى في كندا (SACEM) فإن الإرث الذي استقته عوائد الملكية الفكرية من أعمال ريفل هو الأكثر من بين مؤلفي الموسيقى الفرنسيين. وتُعد أعمال ريفل ملكية عامة استنادًا لقوانين معظم البلاد (بما فيها كل الدول الأعضاء في منظمة التجارة العالمية) وذلك منذ الأول من يناير 2008.

## حياته

### 1875 - 1905

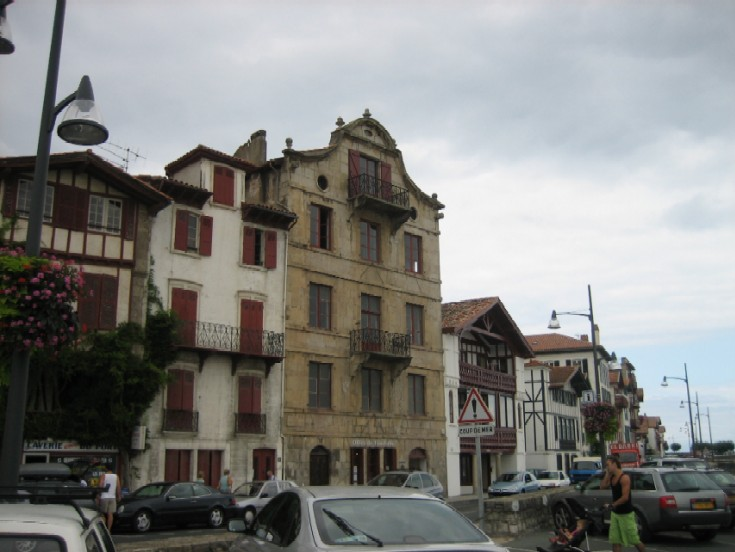
محل ميلاد موريس رافيل في سيبورن

كان رافيل الابن الأول لبيير جوزيف رافيل وماري ديلوارت. بعد ثلاثة أشهر من ميلاده في مارس 1875 في قرية سيبورن في إقليم الباسك، انتقلت الأسرة إلى باريس. كان والده سويسري ووالدته من إقليم الباسك، رغم تنشئته الباريسية، كان رافيل دوما يشعر بقربه من سلالة الباسك، وبالامتداد إلى إسبانيا. شجع بيير جوزيف رافيل، الذي كان يعمل مهندسا وعازف بيانو هاوي، الميول الموسيقية الأولى لابنه. ففي عام 1882 أرسله إلى مدرسه الأول للبيانو، هنري جيز، وفي عام 1887 بدأ يدرس الهارموني مع طالب دليباس تشارلز رينيه، حيث قام بمحاولاته الأولى في التأليف الموسيقي، بما في ذلك «التنويعات على لحن كورالي لشومان» و«تنويعات على لحن من متتالية بير جينت لإدوارد جريج» وحركة من سوناتا ألفها.

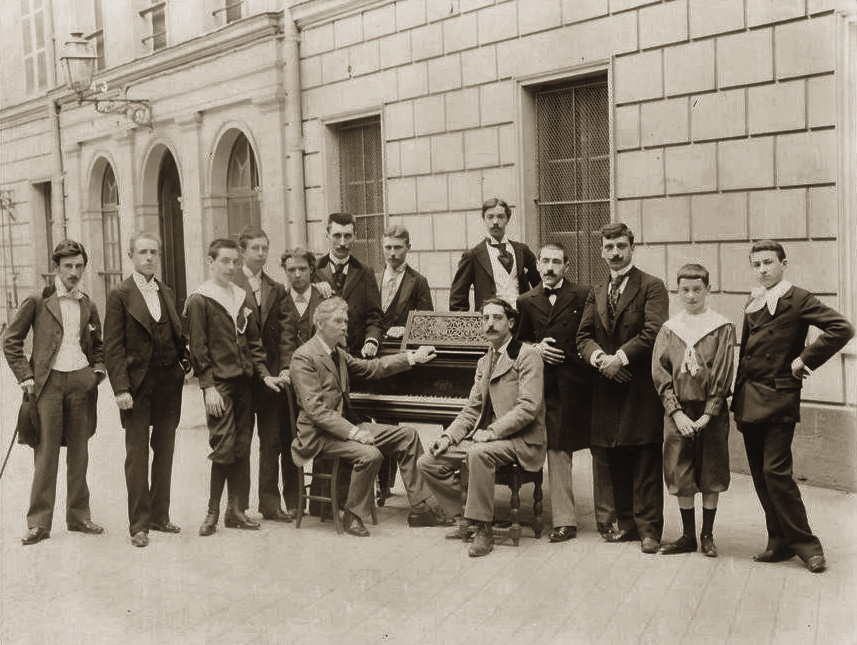
فصل البيانو لتشارل دو بيريو عام 1895 حيث يقف رافيل إلى اليسار

في عام 1889 تلقى دروسا في البيانو من إميل ديكومب الأستاذ في الكونسرفتوار، وفي نوفمبر من نفس العام التحق بفصل البيانو التمهيدي ليوجين أنثيوم في الكونسرفتوار. بعد فوزه بالجائزة الأولى عام 1891 في مسابقة البيانو، تقدم رافيل للدراسة في فصل البيانو لتشارلز ويلفريد وفصل الهارموني لإيميل بيسارد. ورغم أنه حقق تقدما معقولا وشجعه بيريوت، فشل في الفوز بأي جوائز وترك الكونسرفتوار عام 1895. في هذه المرحلة يبدو أنه قرر تكريس نفسه للتأليف الموسيقي، حيث كتب عمل menuet antique (منيوت قديم) والهابانيرا وUn grand sommeil noir (نوم طويل مظلم) وD'Anne jouant de l'espinette (آن تعزف على البيانو القيثاري).
عاد رافيل إلى الكونسرفتوار عام 1897، حيث درس التأليف مع جابرييل فوري والكونترابنط مع جيدالج، لاحقا وصف كلا المدرسين على أنهما تركا تأثيرا حاسما على تكنيكه وأسلوبه في التأليف: رغم أنه أنتج بعض الأعمال الهامة أثناء هذه المرحلة، بما في ذلك «افتتاحية شهرزاد»، وentre cloches (بين الأجراس) وسوناتا الكمان، لم يفز بجوائز الفوجة ولا جائزة التأليف، وأقيل من فصل التأليف عام 1900 مكث مع فوريه كمراقب حسابات حتى ترك الكونسرفتوار عام 1903.
هذا الفشل يبهت مقارنة بمحاولاته الخامسة بين 1900 و1905 ليفوز بجائزة روما. عام 1900 تم تصفيته من المسابقة في الجولة التمهيدية بعد التقدم بفوجة وعمل كورالي، بعنوان Les Bayaderes (راقصات المعبد). العام التالي كنتاتا Myrrha فازت بالجائزة الثالثة، لكن في أعوام 1902 و1903 عملي الكنتاتا ألسون وأليسا فشلا في إبهار الحكام. وأخيرا بعد تجاوز السن المسموح به، نافس رافيل في المرة الأخيرة عام 1905، لكن تم تصفيته في الجولة الأخيرة بعد أن كتب فوجة تضم خمس تآلفات متوازية. رغم هذه التجاوزات الموسيقية الواضحة، شعر الرأي العام أن رافيل تعرض للظلم. حتى النقاد المعادين له عادة، بالأخص، بيير لالو، والمراقبين أمثال رومان رولاند صدموا حين أثبت المؤلف نفسه في الجمعية القومية للموسيقى مع أعمال مثل «ينابيع الماء» والرباعية الوترية التي منعت من المنافسة في الجولة الأخيرة من جائزة روما. والأكثر إرباكا كان الحقيقة أن كل المتسابقين في النهائي طلاب لنبفو الذي كان في هيئة التحكيم. بعد الفضيحة تناولتها الصحف، استقال دوبوا كمدير للكونسرفتوار وحل محله المدير المصلح والمتسامح فوريه.
فشل رافيل في الفوز بجائزة روما يدل على علاقته الصعبة مع السلطة. ولم يتمكن رافيل من الالتزام بتوقعات الكونسرفتوار رغم رغبته في النجاح. رغم نجاحه في عمل محاكاة مقنعة لجائزة روما عام 1901، كلما ابتعد أسلوبه عما المطلوب منه، ابتعد الاعتراف الرسمي به. رافيل كان أيضا على علاقة سيئة مع دوبوا بسبب روحه المستقلة، التي ظهرت في انفتاحه على مجال من المثيرات الموسيقية والأدبية. على سبيل المثال، معرض باريس 1889 كان له أثرا دائما على رافيل، مثلما كان على ديبوسي. انبهر بالجاميلان وعروض الموسيقى الروسية التي قدمها ريمسكي-كورساكوف. أيضا شارك رافيل صديقه وعازف البيانو الأسباني ريكاردو فينز تعطشه للمعرفة الموسيقية والأدبية، قراءة النوتة وعزف توزيع لأربع أيادي لأعمال مؤلفين يشملون شومان ومندلسون وسيزار فرانك وريمسكي-كورساكوف وبلاكيريف وبورودين وجلازونوف وشابرييه وإيريك ساتييه وديبوسي وقراءة ومناقشة أحداث أعمال إدجار آلان بو وريمبو وهيسمانز وفلييه دوليل آدم وملارميه وفيرلان وبيرتراند. اعترف رافيل بأثر ساتييه وشابرييه وديبوسي في "الاسكتش السيرة الذاتية " (1938) واعتمد على نصوص لفيرلان وملارميه وبيرتراند لأعمال un grand sommeil noir و"جاسبارد الليل" وsainte. ونحو عام 1902 أصبح فينز ورافيل جزءا من مجموعة معاصرين أدبيين وموسيقيين وفنانين معروفين باسم the ruffians، التي تضمنت الناقد إم دي كالفو كوريسي، الفنان بول سوردس، المؤلفين مانويل ديفايا وشميت وسترافنسكي عام 1909، الكتاب ليون بول فارج وتريستان كلنجور والمايسترو إنجلبريخت. المجموعة التقت بانتظام لمشاركة الأفكار حول الأدب المعاصر والموسيقى والفن. بالتالي تعليم رافيل ليس فقط وصل وراء ما كان عرض في الكونسرفتوار، لكن أيضا له جذور عميقة للغاية في الثقافة افرنسية ن كما اعترف رافيل عام 1937: “من الطبيعي، أدرك بالكامل أن الآثار التي تعرت لها تتصل جزئيا حتى هذا الزمن الذي نشأت فيه. أدركت بحدة أن الأعمال التي أحبها أفضل من سواها أصبحت خارج التقليد أحيانا".

### 1905 – 1918

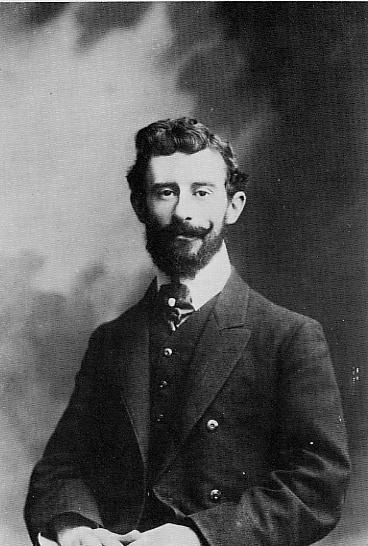
رافيل عام 1906 (صورة فتوغرافية التقطها بيير بوتيت)

بحلول عام 1905 بعض أعمال رافيل عرضت في الجمعية الوطنية، استخدم فوريه نقوده ليؤمن العروض الأولى لعمل Sites auriculaires عام 1898. العديد من عروضه الأولى سببت ضجة، خاصة «افتتاحية شهرزاد» (عام 1899) و«التاريخ الطبيعي» (قصص واقعية) (1907)، الأخير بسبب نصه الراديكالي. تعرض رافيل للهجوم، خلال كل من المدرسة الترتيل التي سيطرت على الجمعية الوطنية والتي اعتبرت رافيل دخيلا، ونقاد أمثال بيير لالو وجاستون كارو، الذي قام بمقارنات له غير مؤيدة مع ديبوسي. خصومة لالو الجمهورية مع رافيل تركزت حول دين المؤلف الأصغر سنا لديبوسي، رافيل في خطاب صريح لمحرر مجلة «فصول» عام 1907، اعترض على محاولات لالو للتفريق بين المؤلفين، وهو رأي أكده في مقاله سنة 1913 حول «صور» ديبوسي. لالو استجاب بنشر رسالة خاصة كتبها رافيل له عام 1906، التي زعم أنه، بدلا من ديبوسي، لابد أن ينسب له الفضل للمحاكاة في «ألعاب الماء» نوع جديد من الكتابة للبيانو. في حين أقر رافيل بإعجابه بديبوسي في كتاباته وفي إهداء خلال مشواره الفني، مثل نسخ مسودات عمل «ليليات» 1909 و«مقدمة ظهيرة جان الغاب» 1910، إهداء «سوناتا الكمان والتشيللو» وتوزيعات لعمل «سراباند ورقصة»، رفض النظر له كمحاكي. في البداية أعجب ديبوسي بموهبة رافيل، خاصة في «الرباعية الوترية»، لكنه لاحقا نظر ببرود تجاه مواطنه الأصغر سنا، أساسا بسبب الجدالات في الصحافة وبين مؤيدهما على التوالي.
رغبة رافيل المتزايدة للتعبير عن القضايا الهامة أدت إلى اتخاذ دور رائد في تأسيس الجمعية الموسيقية المستقلة عام 1909. في يناير 1909 كتب لكوشلين يعلن قراره لتأسيس جمعية جديدة، مفتوحة لعرض الأعمال الفرنسية والأجنبية بغض النظر عن نوع أو أسلوب هذا، بالتالي يشير لطلاب الاستقلال عن صلاحية مدرسة الإنشاد. تعين فوريه مدير الجمعية الموسيقية المستقلة (مركز شغله إضافة إلى رئاسة الجمعية الوطنية)، الحفل الافتتاحي حدث يوم 20 أبريل 1910 وتضمن العروض الأولى لعمل فوريه «أغاني حواء»، وعمل ديبوسي D'un cahier d'Esquisses (الذي عزفه رافيل) وعمل «الأم أوزة». مارس رافيل أثره الذي وجده حديثا بالترويج لموسيقى ساتيه في حفل أقيم يوم 16 يناير 1911.
شرع رافيل في عدد من المشاريع المسرحية خلال الفترة. عام 1907 بدأ يلحن عمل "الساعة الأسبانية"، آملا أن يسعد إنتاجها والده العليل، الذي مات في العام التالي رغم أن ألبرت كاري وافق عليها للأوبرا كوميك عام 1908، أجل العرض حتى 19 مايو 1971. لأنه اعتبر الموضوع فيه مجازفة. وجاءت فرصة مسرحية أخرى هامة عام 1909 حين كلفه دياجليف بعمل "دافنيس وكلويه" لفرقة الباليه الروسي. في العام نفسه التقى رافيل بسترافنسكي، الذي وزع بالفعل أعمال لجريج وشوبان لدياجليف والذي كان الباليه "عصفور النار" له سيعرض في باريس عام 1910. أصبح الاثنان على علاقة وثيقة، فوق كل شيء أثناء مكوثهم عام 1913 في كلارنز بسويسرا، حيث تعاونا في توزيع عمل "كوفانشينا لمسورجسكي، أيضا لدياجليف عرض عليه سترافنسكي "الثلاث أغنيات اليابانية"، مستوحاة من توزيع "بييروت لونير" لشونبرج، الذي بدوره أثر على اختيار رافيل للتوزيع في عمله (ثلاث قصائد لستيفان ملارميه). أيضا رأى رافيل نوتة عمل سترافنسكي "طقوس الربيع" وتوقع أنه سيحدث رد فعل يماثل "بلياس ومليزاند". كان رافيل بطيئا في إكمال "دافنيس وكلويه"، جزئيا بسبب تصوره للباليه اختلف أساسا عن تصور مساعده فوكين. العرض في 8 يونيو 1912 لم يلاقي نجاحا، جزئيا بسبب نقص البروفات، لكن أيضا لأنه خيم عليه الإنتاج قبل عشرة أيام لعمل ديبوسي "مقدمة ظهيرة جني الغاب" مع تصميم الرقصات المذهل لنزنسكي. أيضا حول رافيل اثنين من عمليه للبيانو إلى باليهات: "الأم الأوزة" الذي كتبه كدويتو للبيانو لأبناء جوديبسكي، وزعه ووسعه عام 1911 لجاك روشيه (وفالسات نبيلة وعاطفية)، وزعها لفرقة الباليه لناتاشا تروهانوفا، عرض adelaide ou le langage des fleurs في أبريل 1912.
وفقا لرسالته إلى رولاند-مانويل يوم 1 أكتوبر 1914، كان رافيل يعمل في كتابة ثلاثية البيانو حين اندلعت الحرب وأكمل العمل في خمسة أسابيع قبل التطوع للخدمة. رسالته أيضا توضح مشاريع أخرى، بما في ذلك zazpial-bat (كونشرتو للبيانو معتمد على ألحان الباشكينيز) عملي أوبرا، la cloche engloutie (مقتبس من نص لجيرهارت هومتمان) وinterieur (على لحن لماترلينك)، وعملي بيانو، «متتالية فرنسية» و«ليلة رومانسية». مع ذلك، فقطط متتالية البيانو، «قبر كوبران»، والقصيد السيمفوني بعنوان wien الذي أعاد تسميته «الفالس» جاء. كما كتب النص والموسيقى لعمل كورالي دون مصاحبة، «ثلاث أغنيات»، على نمط أغنية عصر النهضة الفرنسية. تجدد اهتمام رافيل بالأشكال التقليدية وفي الماضي الفرنسي، يظهر في عدة أعمال له تم كتابتها أثناء الحرب، تتوازى مع اهتمام ديبوسي العام للتقليد الفرنسي. رغبة رافيل في خدمة بلده كانت قوية وتظهر في رسائله إلى رولاند-مانويل وجان مارنولد. قام بمحاولات عديدة للالتحاق بالقوات الجوية كطيار، لكن لاقى الرفض لدواعي صحية. أخيرا، في مارس 1916، أصبح سائق في سلاح النقل، حيث أطلق على سيارته اسم «أديليد» على اسم باليه له. تصف رسائله بعض المهام الخطيرة التي قام بها، لكن سرعان ما أصبح محبطا لعدم قدرته على التأليف. كما قلق الآن بكونه بعيدا عن والدته. في سبتمبر 1916 مرض بالدوزنتاريا وأثناء تعافيه في باريس، ماتت أمه فجأة في يناير 1917. مع اختفاء صخرته العاطفية، كان رافيل بائسا. كان هناك تكهن بشأن حياة رافيل الشخصية، لكن بدا مؤكدا أن علاقته مع والدته كانت أقرب تعلق عاطفي شعر به أبدا.

### 1918 -1937
آثار الحرب والمرض ووفاة والدته اثروا على إبداع رافيل. عمل البيانو القصير frontispice، كتبه في الحال بعد الحرب، يأسر الحالة العاطفية والإبداعية المشوشة رافيل في قلة الشكل الواضح أو المركز المقامي. أكمل «الفالس» فقط بسبب تكليف من دياجليف، رغم أن متعهد الحفلات رفضها تباعا على أنها غير مناسبة للباليه. بين 1920 و1924 أنتج رافيل ثلاثة أعمال إهداء إلى السابقين له: دويتو في ذكرى ديبوسي، عمل «أغنية المهد على اسم جابرييل فوريه» وRonsard à son âme. في حين استمر لحن رونسارد أسلوبه القديم الدويتو، الذي سار سوناتا للكمان والتشيللو، تلا هذا عمل قبل الحرب ثلاثية البيانو في التمسك بالأشكال التقليدية، لكن مع جدية وحماس جديدين. انشغال باقتصاد الوسائل والمجموعات للآلات تلاها في عمل chansons madecasses (كتبه نتيجة تكليف من إليزابيث سبراج كوليدج) وفي سوناتا الكمان والبيانو. تعاونه مع كوليت بين 1918 و1925 في أوبرا l'enfant et les sortileges اعتمد على انشغال مستمر بالطفولة والخيال ومنحه الفرصة لتجربة مجال من الأساليب. العمل اكتمل أخيرا تحت ضغط موعد أقصى من دار أوبرا مونت كارلو.
بعد وفاة ديبوسي عام 1918، اعتبر رافيل عامة كأعظم مؤلف فرنسي. الاعتراف من الدولة الفرنسية أدى إلى تقديم وسام الشرف إليه عام 1920، وهو زخرف رفضه علنا. لكن هذه المكانة التي وجدها حديثا لها نتيجة اغترابه عن بعض زملائه، خاصة عن ساتييه والجيل الأصغر، بمن فيهم بعض من مجموعة الستة. ولم تجلبه قرب المنشقين القدامى عنه في الجمعية الوطنية، كما يشهد الانشقاق بين الجمعية الوطنية والجمعية الموسيقية المستقلة عام 1917. أكد رافيل على عزلته بالانتقال 50 كم غربي فرنسا، حيث عاش مع قططه وأشرف على رعايته مدبرة المنزل حتى مرضه الأخير (منزله مع أثاثه الأصلي متحف له الآن).

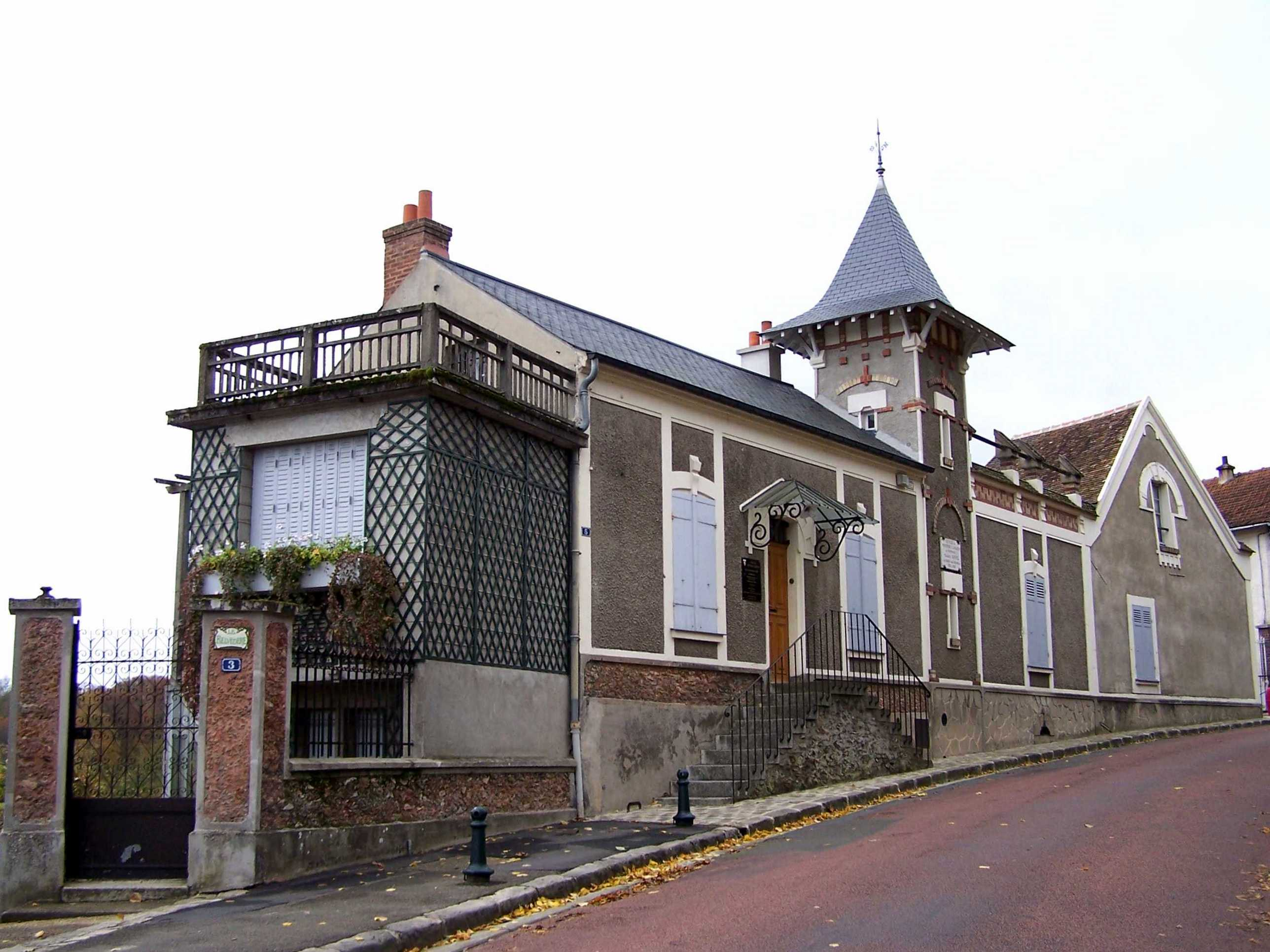
منزل رافيل في مونتفورت لاموري، حيث أقام المؤلف من 1921 حتى وفاته.

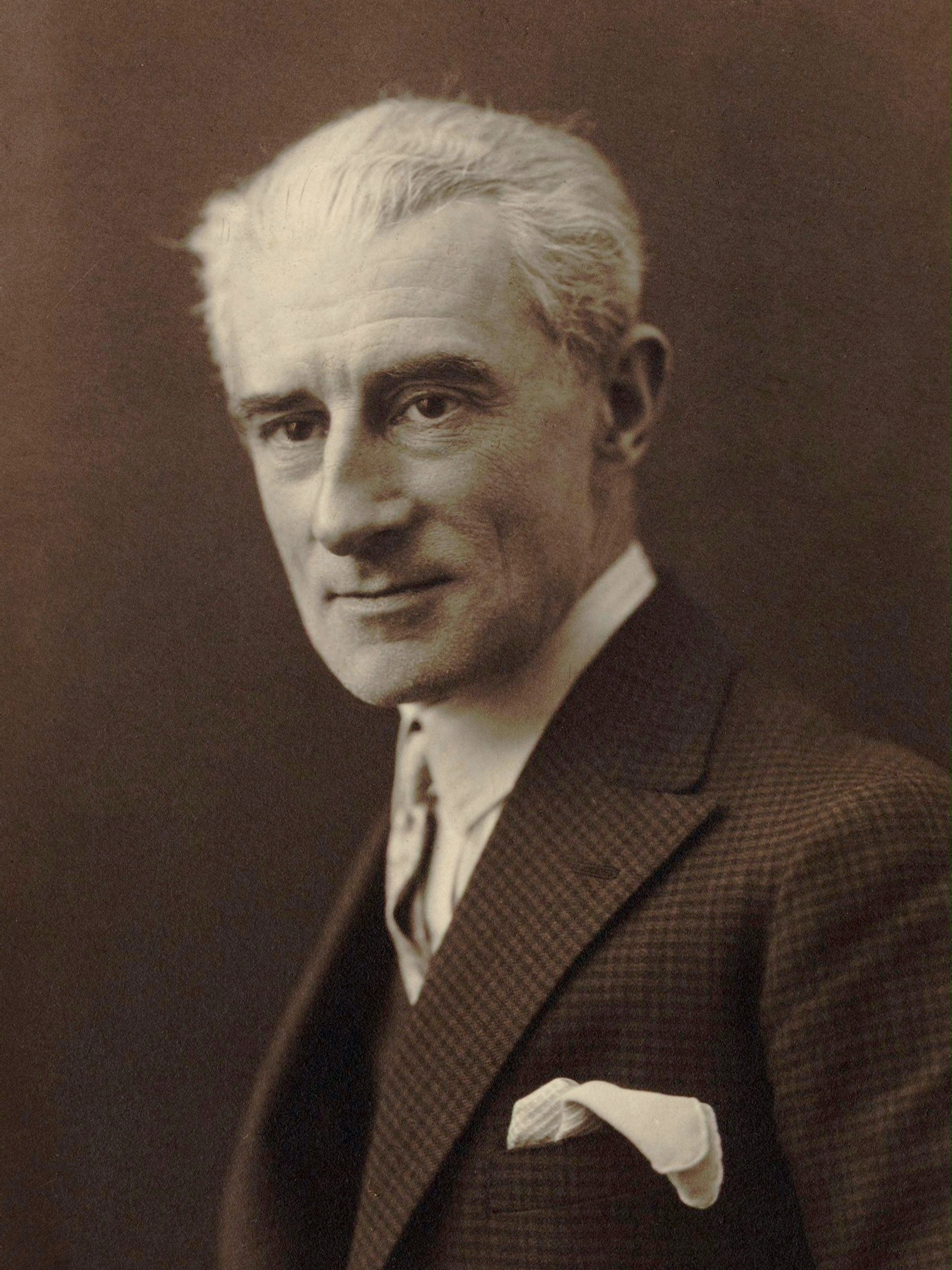
رافيل عام 1925

نجاح رافيل في الخارج ساعد في دعم سمعته في الوطن. رغم أنه زار أول مرة بريطانيا عام 1909، معظم جولاته حدثت في العشرينات وأوائل الثلاثينات. جولة الأربعة أشهر لأمريكا الشمالية عام 28 كانت الأنجح دون جدل. نظمتها وكالة نيويورك بوج-لابرج، تحت رعاية «برو ميوزيكا»، ودعمها الجمعية الفرنسية للتوسع والتبادل الفني في باريس. التأكيد تعلق بوقفات خلال أمريكا وكندا. رافيل قاد وادى وأجرى عدة حوارات والقى محاضرة هامة «الموسيقى المعاصرة» في معهد رايس في تكساس. جي دبليو هوبكنز علق أن رافيل مال لزيارة الدول بعد كتابة الأعمال التي قد ألهمها، وحقا أحدث مقطوعات رافيل مال لزيارة الدول بعد كتابة الأعمال التي قد يكون ألهمها، وحقا أحد مقطوعات رافيل التي عرضت في أمريكا الشمالية كانت «السوناتا للكمان والبيانو»، التي تضمنت حركة بطيئة بعنوان «البلوز». خماسي رافيل لموسيقى البلوز والجاز حصل على تعليقا كبيرا في الصحافة الأمريكية.

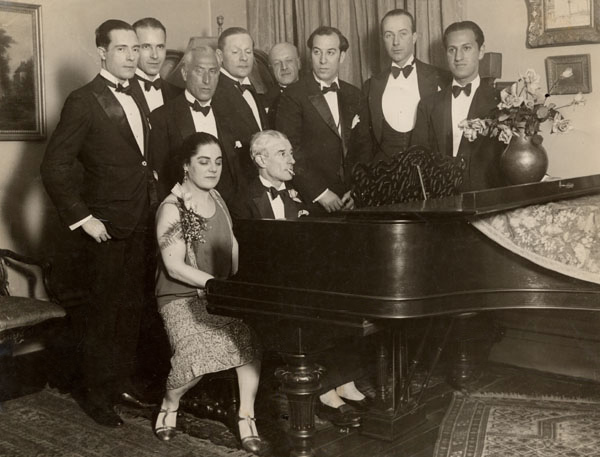
رافيل يجلس على البيانو، بصحبة المطربة الكندية إيفا جوثييه، أثناء جولاته الأمريكية، 7 مارس 1928. الثالث من اليمين (واقف) مايسترو-مؤلف موسيقي مانو ليد-تديسكو. أقصى اليمين جورج جيرشوين.

عام 1932 قام رافيل بجولة أخرى، هذه المرة حول أوروبا مع مارجريت لونج، ليعزف عمله الجديد «كونشرتو البيانو في مقام صول». رافيل نوى في الأصل عزف الكونشرتو بنفسه، لكن أصدقاءه أقنعوه بترك لونج يقدم العرض الأول وقاد العمل بدلا من ذلك. هذا التغيير في الخطة أزعج مضيفيه المرتقبين في برلين وفيينا، والعروض مضت فقط بعد التدخل الدبلوماسي. رغم رفض رافيل لكل التكريمات الفرنسية، تلقى الاعتراف به في الخارج، بما في ذلك دكتوراه فخرية من جامعة أوكسفورد عام 1928، ومختلف الدبلومات من إسبانيا وبلجيكا وإيطاليا واسكندينافيا.
في فترة 29-30، بناء على طلب عازف البيانو الذي يملك ذراعا واحدة بول فتجنشتاين، كتب رافيل كونشرتو البيانو لليد اليسرى، دون السماح بقيود فتجنشتاين البدنية بتقييد مطالب العمل الفنية وقدرته التعبيرية. المشاريع الأخرى تضمنت تكليفه من إيدا روبنشتاين عام 1928 لباليه له سمة أسبانية. نوى رافيل توزيع أجزاء من أيبريا لألبينتز، لكنه اكتشف أن الحقوق القصرية لهذه المقطوعة قدمت للمؤلف الموسيقي الأسباني إنريكي أربوس. بدلا من ذلك، كتب رافيل «البوليرو»، التي وصفها أنها «تحفة موسيقية – دون أي موسيقى فيها». أيضا طلب من رافيل كتابة موسيقى لفيلم مقتبس من عمل لسيرفانتز. ورغم أن هذا التعاون لم يتجسد قط، كتب رافيل دون كيشت، آخر عمل أكمله. في حوار في سبتمر 1933 ناقش رافيل خططه لأوبرا-باليه «مورجيان» المأخوذة عن حكاية علي بابا والأربعين حرامي من حكايات ألف ليلة وليلة، ومن أوبرا-أوراتوريو، «جان دارك». كلا العملين أخذا شكلهما في ذهنه، وقام ببعض الاسكتشات لمورجيان، يتكون بشكل مميز، من اللحن والباص المرقوم. إذا تجسد عمل جان دارك، كان لابد أن يتكون من العمل الوطني الوحيد بصراحة لرافيل.
عانى رافيل من الأرق بعد الحرب، حيث شكا بتكرار من أنيميا دماغية. عام 1932 تعرض لحادث سيارة وجرح بشكل طفيف. من تلك اللحظة ساءت حالته، ورغم الراحة والسفر لأسبانيا والمغرب عام 1935، أحيانا لم يتمكن رافيل قادر حتى على توقيع اسمه. عدة رسائل مكتوبة بعناء تكشف عن خيبة أمله لعدم القدرة على كتابة الموسيقى التي في ذهنه. أخوه إدوارد وأصدقاؤه واصلوا زيارته واصطحابه للحفلات الموسيقية. توفى في 28 ديسمبر 1937 في باريس، بعد تسعة أيام من إجراء عملية في دماغه.

## كتابات أخرى
- "Maurice Ravel". Biography Resource Center. Farmington Hills, MI: Thomson Gale. ج. 25 ع. Contemporary Musicians. 1999.
- Ivry، Benjamin (2000). Maurice Ravel: a Life. New York: Welcome Rain. OCLC:44172900. {{استشهاد بكتاب}}: الوسيط غير المعروف |الرقم المعياري= تم تجاهله يقترح استخدام |ردمك= (مساعدة)
- Larner، Gerald (1996). Maurice Ravel. London: Phaidon. OCLC:35985736. {{استشهاد بكتاب}}: الوسيط غير المعروف |الرقم المعياري= تم تجاهله يقترح استخدام |ردمك= (مساعدة)
- Marnat، Marcel (1986, rev 1995). Maurice Ravel. Paris: Fayard. OCLC:419729751. {{استشهاد بكتاب}}: تحقق من التاريخ في: |سنة= (مساعدة) والوسيط غير المعروف |الرقم المعياري= تم تجاهله يقترح استخدام |ردمك= (مساعدة)
- Mawer، Deborah, ed. (2000). The Cambridge Companion to Ravel. Cambridge Companions to Music. Cambridge: Cambridge University Press. OCLC:59558270. {{استشهاد بكتاب}}: |الأول= باسم عام (مساعدة) والوسيط غير المعروف |الرقم المعياري= تم تجاهله يقترح استخدام |ردمك= (مساعدة)صيانة الاستشهاد: أسماء متعددة: قائمة المؤلفين (link)
- Nichols، Roger (2011). Ravel. New Haven and London: Yale University Press. {{استشهاد بكتاب}}: الوسيط غير المعروف |الرقم المعياري= تم تجاهله يقترح استخدام |ردمك= (مساعدة)

## وصلات خارجية
- موريس رافيل على موقع IMDb (الإنجليزية)
- موريس رافيل على موقع الموسوعة البريطانية (الإنجليزية)
- موريس رافيل على موقع مونزينجر (الألمانية)
- موريس رافيل على موقع ميوزك برينز (الإنجليزية)
- موريس رافيل على موقع قاعدة بيانات برودواي على الإنترنت (الإنجليزية)
- موريس رافيل على موقع إن إن دي بي (الإنجليزية)
- موريس رافيل على موقع أول ميوزيك (الإنجليزية)
- موريس رافيل على موقع ديسكوغز (الإنجليزية)
- موريس رافيل على موقع قاعدة بيانات الفيلم (الإنجليزية)
- موريس رافيل على موقع أوليمبيديا (الإنجليزية)

### Free Scores
- www.kreusch-sheet-music.net – Free Scores by Ravel

### متنوعات
- Maurice Ravel Frontispice at www.maurice-ravel.net
- Epitonic.com: Maurice Ravel featuring a track from Miroirs and Gaspard De La Nuit
- The mystery of the missing Bolero millions – an artist's rights saga! – and a tale of greed?
- Many quotations about Ravel's personality
- Maurice Ravel "Vocalise Etude en form de Habanera" sung by على يوتيوبVarda Kotler.

### تسجيلات
- Piano Rolls (The Reproducing Piano Roll Foundation)
- Maurice Ravel on Wikilivres